# DnaC
DnaC — фактор погрузки хеликазы DnaB. После загрузки хеликазы DnaB, DnaC уходит из ориджина.
Для взаимодействия DnaC с DnaB требуется энергия гидролиза АТФ.

## Внешние ссылки
- MeSH DnaC+protein,+E+coli